# Большая Древятница
Большая Древятница — река в России, протекает по территории Вуктыльского округа в Республике Коми. Устье реки находится в 34 км по левому берегу реки Подчерье. Длина реки составляет 12 км.
Исток реки в болотах в 37 км к востоку от города Вуктыл. Река течёт на северо-запад, всё течение проходит по холмистой ненаселённой тайге предгорий Северного Урала. Именованных притоков нет, ширина реки на всём протяжении не превышает 10 метров.

## Данные водного реестра
По данным государственного водного реестра России относится к Двинско-Печорскому бассейновому округу, водохозяйственный участок реки — Печора от водомерного поста у посёлка Шердино до впадения реки Уса, речной подбассейн реки — бассейны притоков Печоры до впадения Усы. Речной бассейн реки — Печора.
Код объекта в государственном водном реестре — 03050100212103000061920.